# Русская партия (СССР)
«Русская партия» — неформальное националистическое движение в СССР послесталинского периода до Перестройки (1950-е — 1980-е годы). Идеология движения включала русский этнический национализм, этническую ксенофобию и антисемитизм.
Возникла в конце 1950-х годов, набрала силу в 1960-х годах. Представляла собой не имевшее регистрации и фиксированного членства общественное движение, как правило, находившееся в оппозиции к правящему режиму и скрывавшее свою деятельность или осуществлявшее её под видом легальной. Реальной партией не стала. «Русская партия» была как внутриаппаратной оппозицией, так и легальной оппозицией типа «социализма с человеческим лицом». Производила большую часть советской антисионистской пропаганды.
Движение было представлено различными группами: сотрудниками партийно-государственного аппарата (ЦК КПСС, ЦК ВЛКСМ и др.), членами творческих союзов, включая патриотических писателей, диссидентами-националистами. Ряд сотрудников партийно-государственного аппарата оказывал покровительство другим участникам движения. Некоторые участники движения не скрывали своей оппозиционности и подвергались преследованиям, как и прочие диссиденты в СССР. Но многие смогли сочетать свои ультранационалистические, антисемитские и ксенофобские взгляды с марксистско-ленинским языком системы и приобрели значительное влияние среди советской коммунистической элиты, аппарата безопасности, а также в СМИ и издательской индустрии.

## Идеология
К числу изданий, выражавших идеи «русской партии», принадлежали подцензурные советские журналы, находившиеся под контролем движения русских националистов («Молодая гвардия», «Наш современник» и др.), некоторые труды по истории, социологии и философии, а также тексты самиздата, в том числе периодического, русских националистов; представители движения также составляли различные программные документы.
Участники движения считали русскими только представителей русского этноса. Представители других этносов, по их мнению, могли войти в состав «русской нации» лишь на очень жёстких условиях. Существовало глубокое различие между сторонниками этнонационалистических и расистских идей и сторонниками традиционных ценностей, которые понимали «русскость» в нерасистском смысле (наиболее яркий пример — Александр Солженицын).
В культуре крайне правых и в дореволюционном прошлом России участники «русской партии» почерпнули богатый набор антисемитских идей, соответствовавших их собственному жёсткому антисемитизму. В 1960-е годы официально запрещённые «Протоколы сионских мудрецов» свободно распространялись среди комсомольской элиты, где начинали свою деятельность несколько видных сионологов. Участники «русской партии» читали белоэмигрантов, популяризировавших миф о иудео-большевизме — антисемитскую идею, согласно которой евреи подтолкнули революцию 1917 года и подчинили себе Россию; эта идея стала центральным элементом нацистской антисоветской пропаганды. Некоторые участники «русской партии» читали «Майн Кампф» Гитлера. Их «знания» о евреях стали очень востребованными для советской пропаганды после Шестидневной войны.
Антисемитизм был основой чувства общности и объединяющим фактором движения. Многие участники «русской партии» называли еврейский вопрос «основным», по аналогии с «основным вопросом философии». Основным мифом русских националистов в партийно-государственном аппарате, который был передан движению русских националистов, является определённый антисемитский нарратив: все евреи (часто применялись эвфемизмы «сионист» или «троцкист», даже в устной речи) действуют заодно, имеют склонность к заговорам, им присущи общие негативные качества, они объединены круговой порукой; сами евреи ничего полезного не создают, только «едят русский хлеб»; евреи негативно относятся к русским и государству, в котором живут; склонны к предательству, часто при помощи или по просьбе родственников с Запада; если подвернётся случай бегут за границу со всем накопленным богатством. Антисемитизм «русской партии» был в основном устным, «фольклорным». Антисемитский фольклор партийно-культурной элиты включал ряд повторяющихся сюжетов. Так, «отрицательный еврей» обычно изображался старше «положительного русского»; постоянно воспроизводилась тема жён-евреек, реальных или вымышленных, которые управляют своими мужьями-партократами. Мотив сексуального соперничества между русским и евреем, выделенный в культовом для «русской партии» произведении Ивана Шевцова «Тля», получил развитие в 1970-е годы у фантастов «школы Ефремова». Игорь Шафаревич, развивая вслед за Огюстеном Кошеном теорию «малого народа», получил признание в патриотических кругах, поскольку в этой теории ядро «малого народа», противопоставляющего себя остальным гражданам и присваивающего себе право распоряжения «большим народом», предполагалось состоящим из евреев.
Базовым для «русской партии» данный вариант антисемитизма стал, поскольку составлял комплекс идей и представлений, предоставлявший широкий спектр националистических ассоциаций, связываясь в сознании националистов с такими понятиями, как империя, православие, народные чувства, антикоммунизм (что было существенно для одной части участников движения) или сталинизм (что было существенно для другой части). Кроме того, иных объединяющих идей движение сформулировать не смогло. В советских реалиях религия не могла стать объединяющим фактором. Православные деятели «русской партии» чаще всего не рассматривали православие существенно шире этнической религии. Для участников движения, одновременно бывших сталинистами, религиозность была несвойственна.
Русские националисты потеряли интерес основной части советской молодежи, особенно читающей — студенческой, основных ценителей и потребителей творчества новых учёных и писателей, но стремились изменить эту ситуацию. Как и в сталинский период, они возлагали надежды на административные ресурсы, рассматривая партийно-государственный аппарат как истинных представителей мифического «народа», выразителями которого они себя воспринимали. Они верили, что этот «народ» поможет им в трудный момент. В то же время они пытались дискредитировать как перед читателями, так и перед «контролирующими органами» наиболее популярных литераторов нового поколения, стремившихся в большей степени соответствовать запросу общества, которое помнило кардинальные итоги XX съезда КПСС и всё более вестернизировалось. Русские националисты, ориентированные на поиск потенциальных заговорщиков, объяснили свои неудачи происками злых сил. Для «русской партии» эта идея стала обоснованием их собственных действий. По их мнению, тайный и всемогущий враг делает всё для роста своего влияния, поэтому «русским людям» ничего не осталось, как пойти на «те же меры», такие как ложь, шантаж, заговоры, проталкивание «наверх» своих, подкуп чиновников.
С начала 1970-х годов и до начала Перестройки движение русских националистов и «русская партия» в социальном отношении представляли собой литературно-политическую группировку, которая ставила задачи роста своего влияния и улучшения благосостояния своих участников; подавления конкурентов; изменения общественной ситуации в стране, в том числе возвращения идеализируемых ими традиционных ценностей, дискредитации западной культуры и либерализма. Каждую конкретную задачу участники движения формулировали в нравственных категориях.
Внутреннее развитие «русской партии» вели к ряду идеологических трансформаций, включая постепенное замещение ортодоксального сталинизма позднего, имперско-националистического, варианта на православно и/или этнически ориантированный русский национализм, в результате чего чистый сталинизм полностью исчез. В то же время в «русской партии» «красный патриотизм» как более широкая идеология продолжал преобладать над «белым», как по числу представителей, так и в плане их совокупного общественного веса; «красные» и «белые» националисты стали терпимее относиться друг к другу. В то же время ряд «белых» внесистемных националистов в некоторой мере сотрудничали с демократическими диссидентами.
Неоязыческое крыло было связано со взглядом части антисемитов на христианство, представлявшееся им не слишком национальной (еврейской) религией. Неоязыческое направление русского национализма являлось меньшинством, но их влияние было широким и устойчивым. Ряд участников движения русских националистов, на словах отдавали дань уважения православию, но увлекались неоязычеством, и посредством «арийских» теорий попадали под влияние восточных или псевдовосточных религиозных движений, прежде всего рериховского движения.
Идея «еврейского заговора» приводила русских националистов к мысли о физической опасности, которая грозит им как «борцам за русское дело» со стороны «сионистов». Иван Шевцов ещё в 1950-е годы вывел в романе «Тля» фигуру Яши Канцеля — «полезного еврея» — используя нацистскую терминологию, который в открытую объявил о разрыве с художниками-авангардистами и в тот же день погиб под колёсами автомобиля, которая не была найдена. Этот художественный сюжет получил продолжение спустя тридцать лет, после того, как под скрывшимся в неизвестном направлении автомобилем погиб соратник Шевцова по антисионистской деятельности Евгений Евсеев. Коллеги погибшего по антисионистской пропаганде Валерий Емельянов и Александр Романенко написали и распространили листовку, в которой ответственность за преступление возлагали на «сионистов». Те же обвинения в адрес евреев они выдвинули и после смерти Владимира Бегуна, который скончался от сердечного приступа. Кроме обвинений в прямых убийствах, русские националисты письменно и устно обвиняли «сионистов» в «организованной травле», которая, по их словам, привела к преждевременной смерти «патриотически настроенных» участников «русской партии» (Ю. Иванова и др.). В 1982—1983 годах один из «вождей» «русской партии», Валерий Ганичев несколько раз подряд попадал в автомобильные катастрофы, в организации которых он позже обвинял КГБ. Русские националисты косвенным образом увязали это с «происками сионистов», поскольку Юрий Андропов в их представлении являлся скрытым евреем и либералом. «Сионистов» также обвиняли в покушении на одного из руководителей «Памяти» Е. Бехтереву в 1985 году, несмотря на то, что следствие нашло виновницу и дало заключение о бытовом характере преступления. Известны и другие случаи подобных обвинений.

## Группы
Официальная часть «русской партии» группировалась в структуре ЦК КПСС и ВЛКСМ. По мнению историка Н. А. Митрохина, она представляла собой генерацию аппаратчиков, прошедших Высшую партийную школу в конце 1940-х годов и ставших прямыми продолжателями сталинского варианта национализма. Политическим проявлением последнего стала «группа Шелепина», оппонирующая Хрущеву, а затем Брежневу. При покровительстве «шелепинцев» возникла группа и в рядах ЦК ВЛКСМ во главе с первым секретарем последней Сергеем Павловым («группа Павлова»). «Группа Павлова» не являлась собственно организацией, но действовала в качестве организованной и эффективной аппаратной группы, продвигавшей сталинистско-националистические взгляды. «Павловцы» существенно влияли на культуру, устанавливая связи со многими другими группами в период 1956—1970 годов. «Павловцами» создавались боевые дружины «Бригадмил». На так называемых «экспериментальных площадках» члены «группы Павлова» вербовали для себя кадры из полуоппозиционной среды. Наиболее известным таким проектом стал Университет молодого марксиста. Движение сформировало аппаратную группу, поскольку другая форма «большой политики» в советской системе была невозможна. В конце 1960-х годов «группу Павлова» оттеснил укрепившийся брежневский режим, который не признавал никакой идеологической вариативности. После 1970 года павловцы были рассеяны и вытеснены в сферу управления культурой, прежде всего литературой. Кроме «шелепинцев», поддержку группе оказывали члены Политбюро ЦК КПСС Дмитрий Полянский и Виталий Воротников, кандидат в члены Политбюро Пётр Машеров, секретарь ЦК КПСС Михаил Зимянин. Однако они составляли меньшинство.
Другая линия «русской партии», националистическое диссидентство, вначале существовало параллельно аппаратной части. В 1950-х годах для таких групп возможны были только два сценария — создание подпольной революционной группы или альтернативная культурная деятельность без претензии участия в официальной жизни. «Русской партией» были реализованы оба варианта. Подпольных группировок националистического толка существовало немного. Среди них группа Алексея Добровольского (позднее — лидер неоязыческой общины) была готова к любым идейным и эстетическим формам антикоммунистического протеста, но в конечном итоге остановилась конкретно на идеологии национал-социализма. К числу полуофициальных и неофициальных националистических литераторов принадлежали Станислав Куняев, Вадим Кожинов и др. В 1960-х годах наблюдались как пик, так и закат подпольной линии «русской партии». В 1967 году был ликвидирован Всероссийский социал-христианский союз освобождения народа (ВСХСОН), которому удалось объединить 28 полноценных членов, не считая кандидатов, и стать одной из наиболее известных организаций антисоветского подполья. В 1969 году в дискуссии о славянофилах в журнале «Вопросы литературы» со своими статьями приняли участие известные идеологи русского национализма Вадим Кожинов и А. Иванов (Скуратов).
Легальная линия, представленная «павловцами», пыталась включить в свои ряды представителей внесистемной, но ещё не полностью «запятнанной» конфликтами с КГБ, линии. Этот процесс начался с «экспериментальных площадок», большая роль принадлежит движению в защиту памятников, возникшему в 1957 году. Первоначально лидерство в этом движжении принадлежало националистически настроенным защитникам памятников, а не собственно идейным националистам. Так, Илья Глазунов не был избран председателем организованного в 1965 году клуба «Родина».

## История
В начале XX века ни одно из направлений русского национализма, в отличие от социализма, не смогло получить поддержки широких масс, и на некоторое время русский национализм сошёл с исторической сцены. В Советской России и СССР в условиях интернациональной марксистской идеологии отрицались национальные интересы и велась борьба с «русским великодержавным шовинизмом». Стремление к реализации ленинского варианта коммунизма в 1920-е годы выразилась, в частности, в отказе от культурных основ русского народа. Однако эта политика в целом потерпела неудачу. Идеология коммунистической партии с течением времени приобретала национальные черты. Со второй половины 1930-х годов она постепенно трансформировалась в более националистический вариант большевизма, связанный с Иосифом Сталиным. Понятие «русскости» было восстановлено в общественном сознании, и фактически стало синонимом советской идентичности. Великая Отечественная война вызвала подъём национального самосознания. В условиях Холодной войны, противостояния с западными державами, происходила дальнейшая трансформация советской идеологии в направлении почвенничества, «русификации» большевизма. На место идеи борьбы с «русским великодержавным шовинизмом» была поставлена борьба с «безродным космополитизмом».
«Русская партия» (русский национализм в СССР послесталинского периода) рассматривается исследователями как явление, которое сформировалось в конце 1960-х годов. Исследователями не отмечается его связей в организационном отношении с предшествующими заметными проявлениями русского национализма, такими как черносотенные организации в предреволюционные годы и политика государственного антисемитизма в 1938—1953 годах. «Русская партия» возникла из той же атмосферы постсталинского СССР, которая породила либеральное диссидентское движение. Но вместо того, чтобы обратиться к западной либеральной демократии, представители «русской партии» обратились к крайне правым и к дореволюционному прошлому России.
К числу наиболее важных литературных произведений русских националистов «русской партии» в начальный период её становления принадлежат работы Ивана Шевцова «Тля» (1964) и Валентина Иванова «Жёлтый металл» (1956). По мнению Н. А. Митрохина, история романа Иванова «Жёлтый металл», по-видимому, была одним из первых эпизодов деятельности формирующейся под эгидой ЦК ВЛКСМ и «группы Шелепина» «русской партии». «Мягкость в наказании сотрудников издательства и полное отсутствие упрёков в адрес самого автора свидетельствовали только об одном — идейной солидарности руководства ЦК ВЛКСМ с ксенофобской позицией автора и стремлением всеми силами уладить конфликт с внешними силами и в наименьшей степени пожертвовать „своими“».

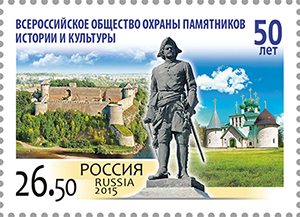
Почтовая марка России, выпущенная к 50-летию Всероссийского общества охраны памятников истории и культуры

Неформальные собрания русских националистов, носившие название «Русский клуб» проводились при Московском отделении Всероссийского общества охраны памятников истории и культуры (ВООПИиК). «Русский клуб» был создан в 1967 году и просуществовал до 1972 года, став площадкой по сближению аппаратной основы «русской партии» и представителей вненоменклатурных православных националистов-гуманитариев, таких как Вадим Кожинов. Слияния этих двух линий не произошло, но был осуществлён значительный сдвиг, чему способствовал брежневский режим, который вытеснил «группу Павлова» из партийного аппарата в литературную среду. Фактическим главой «русской партии» в данный период был руководитель издательства «Молодая гвардия» Валерий Ганичев. В ходе данного слияния в состав «русской партии» вошли писатели-деревенщики.
Одним из участников «Русского клуба» был Валентин Иванов. Про посещения Ивановым заседаний ВООПИКа и «Русского клуба» Дмитрий Урнов писал, что ему в ту пору «больше некуда было пойти». Участник заседаний клуба — прозаик А. И. Байгушев — утверждал, что ими была принята «церковная структура», и «благородный византизм» многое определял в деятельности «Русского клуба», а Валентин Иванов был своего рода «иереем». 22 марта 1970 года Иванов выступил с открытым письмом в газету «Советская культура», протестуя против разрушения исторической застройки Москвы, называя позицию градостроителей «зловещим самодовольством».
С «русской партией» имел связи писатель-фантаст Иван Ефремов, что выражались в дружбе с писателем Василием Захарченко и следовательно постоянных публикациях в редактируемом последним журнале «Техника — молодёжи»; кроме того, свой последний прижизненный роман «Час быка» Ефремов опубликовал в издательстве «Молодая гвардия» и директор издательства Валерий Ганичев, выступая на похоронах Ефремова в 1972 году, называл покойного от лица ЦК ВЛКСМ «певцом коммунизма». В 1970 году роман вызвал недовольство КГБ, который составил записку в ЦК КПСС, но Геннадий Гусев, имея должность инструктора отдела культуры, попытался помочь Ефремову: Гусеву было предложено написать на произведение отрицательную рецензию, однако тот, прочитав роман, написал положительную, в результате, по собственному мнению, загубив свою партийную карьеру, хотя он проработал в аппарате ЦК КПСС ещё восемь лет. Наследие Ивана Ефремова после его смерти часто помещалось в контекст правого дискурса: консерватизма и русского национализма, включая неоязычников. Ефремов увлекался эзотерикой, индийской и древнегреческой культурой. Он противопоставлял эллинско-индийский мир ближне- и дальневосточному (семитскому и китайскому), разделяя антииудейскую и антихристианскую тенденцию, что наиболее ярко выражено в романе «Лезвие бритвы» (1963). Ефремов соединял индуистские идеалы с ницшеанством и помещал в далёкое коммунистическое будущее. Он верил в «древнее знание», по его мнению, сохранявшееся в народе в виде фольклорных образов. Ефремов разделял мысль, что «славяне были самой мощной и плодоносящей ветвью арийской расы», и под конец жизни интересовался «арийскими» идеями неоязыческих писателей Валерия Скурлатова и Ильи Глазунова. Ефремов как писатель-фантаст имел возможность публиковать свои идеи, донося их в рамках жанра до широкого круга читателей. В 1970-е годы часть советских фантастов, последователей Ефремова, печатавшаяся в «Молодой гвардии», сформировала «школу Ефремова», близкую к «русской партии». Ефремовская школа развилась на базе идей неоязыческого крыла «русской партии». Проанализировав опубликованные в 1970-х — начале 1980-х годов работы ряда советских фантастов, в которых содержались идеи расизма, «арийской мифологии», апология славянства и русских и/или слабо завуалированный антисемитизм, М. Каганская пришла к выводу об их очевидных идейных связях с произведениями Ефремова, включая роман Владимира Щербакова «Чаша бурь» (1985).
С начала 1960-х годов существенную часть движения русских националистов составляла неформальная группа публицистов, которые на профессиональной основе осуществляли внутриполитическое пропагандистское обоснование проарабской и антиизраильской политики СССР на Ближнем Востоке и позднее получили наименование «антисионистский кружок». Уже в 1963—1964 годах такие деятели, как Юрий Иванов и Евгений Евсеев перед слушателями Университета молодого марксиста в Москве читали лекции, разоблачающие «сионизм». В 1966—1968 годах Евсеев активно работал с ЦК ВЛКСМ — осуществлял командировочные поездки от отдела пропаганды, проводил консультации издательства «Молодая гвардия».
Существенным стимулом для развития антисионизма советской пропаганды стала Шестидневная война 1967 года, в результате которой Советским Союзом были разорваны отношения с Израилем, а в среде советских евреев усилилось стремление к возрождению еврейской культуры и выросли эмиграционные настроения.
Наиболее высокопоставленным из «антисионистов» являлся Иван Милованов, занимавший должность заведующего сектором Ближнего Востока Международного отдела ЦК КПСС. Милованов и близкий к нему референт сектора Ближнего Востока Юрий Иванов консультировались и дружили с такими деятелями, как переводчик и преподаватель Института иностранных языков имени Мориса Тореза Валерий Емельянов, Евгений Евсеев, журналисты А. А. Агарышев и Владимир Большаковым. К этому же кругу с конца 1960-х годов принадлежали писатель Валерий Ганичев, историки Сергей Семанов и Аполлон Кузьмин, а также ряд других. В начале 1970-х кружком было начато выполнение объёмного заказа аппарата ЦК КПСС по идеологическому сопровождению кампании против сионизма. Наибольшим интеллектуалом в этой среде считали Евгения Евсеева. Его «научная деятельность» завершилась выпуском в 1978 году в Институте философии АН СССР докторской диссертации «Сионизм в системе антикоммунизма», снабжённой грифом «Для служебного пользования». Евсеев написал также книгу «Фашизм под голубой звездой», изданную в 1971 году в Москве, и ряд других публикаций. По инициативе Милованова Юрием Ивановым была написана получившая большую популярность среди русских националистов книга «Осторожно: сионизм!», выпущенная в 1969 году, когда Ю. Иванов курировал в ЦК КПСС Коммунистическую партию Израиля. Все провалы и неудачи СССР автор объясняет через происки всесильного и вездесущего «международного сионизма», «врага всех народов… всех свободолюбивых людей земного шара».
Во второй половине 1960-х годов к «антисионистскому кружку» присоединился активист «Русского клуба», писатель и публицист Дмитрий Жуков, ставший известным среди участников «русской партии» преимущественно как автор сценария фильма «Тайное и явное (Цели и деяния сионистов)». Режиссёром фильма был Борис Карпов — другой посетитель «Русского клуба», в числе официальных консультантов — другие антисионистские авторы Евгений Евсеев, Лидия Моджарян, Драстамат Чальян. По информации Сергея Семанова он создавался по заказу КГБ. Этот антисионистский и антисемитский фильм подробно описывает роль «еврейских заговорщиков», по мнению создателей фильма, стоявших за всеми ключевыми событиями XX века. Фильм был снят к 1973 году. В ленте использована нацистская кинохроника. О важности фильма для заказчиков может свидетельствовать то обстоятельство, что авторам для получения материалов было разрешено выехать в три европейские столицы. Государственная приёмка «Тайного и явного» была задержана на год Комитетом по кинематографии, предполагавшим неоднозначную реакцию на фильм. В августе 1973 года один из операторов Центральной студии документальных фильмов, фронтовой знакомый Леонида Брежнева, написал ему письмо, в котором просил предотвратить выход антисемитского фильма. В августе-октябре 1973 года Комитет по кинематографии выдал свои соображения по переработке фильма, которые сделали из ленты «идеологическую жвачку», оставшуюся не замеченной общественностью.
В течение 1970-х — первой половины 1980-х годов кружок «антисионистов» пополнили несколько новых участников, включая минского журналиста Владимира Бегуна, автора документа «Устав нравов» Валерия Скурлатова, переводчика-арабиста Г. В. Рыжикова, историка Льва Корнеева. К этому кругу оказались близки А. Иванов (Скуратов) и Иван Шевцов. Из числа этой второй генерации «антисионистского кружка» наиболее известным стал Бегун, написавший книгу «Вторжение без оружия», только в 1978—1979 годах изданную общим тиражом в 250 тысяч экземпляров. В 1970-х годах публицистом Львом Корнеевым было написано большое число статей, «разоблачавших» «сионизм», изображая его в качестве оккультного предприятия для получения власти над миром через такие средства, как шпионаж, продажа оружия, организованный террор, организованная преступность, грабёж, систематическое сотрудничество с «реакционными силами», начиная с нацизма и итальянского фашизма и заканчивая американским империалистическим капитализмом. В статье июля 1978 года Корнеев стремится к «разоблачению» «международного сионизма» через сведение его к преступному предприятию, которое вошло в соглашение с нацизмом на базе их идеологической близости, общего «расизма».
В качестве «итогового документа», в наиболее полном виде характеризующего взгляды «антисионистского кружка», Н. А. Митрохин рассматривает программу спецкурса «Критика идеологии сионизма», подготовленную Скурлатовым и официально опубликованную в 1984 году тиражом в 2000 экземпляров.
В 1970-е годы существенной частью деятельности антисионистов и участников «русской партии» Валерия Емельянова, Дмитрия Жукова, Валерия Скурлатова и А. Иванова (Скуратова) стала пропаганда неоязыческого и расистского мировоззрения. К неоязычеству эти авторы пришли через следующее теоретическое построение: поскольку всё, что исходит от евреев по определению является негативным, следовательно и христианство также было создано евреями для порабощения других народов. В качестве противовеса христианству авторы предлагали возврат к «исконной» религии древних славян или праславян, рассматриваемых ими как часть «древних ариев».
В 1970-е годы «внесистемные националисты» вели демонстративно открытую, как у правозащитников, деятельность — издавали журналы, наиболее известный из которых «Вече» Владимира Осипова; другим таким изданием был «Московский сборник» Леонида Бородина. Создавались анонимные программные манифесты, прежде всего «Слово нации» Анатолия Иванова (Скуратова), написанное им после консультаций с другими сторонниками русского национализма. Националистический самиздат носил подчеркнуто православный характер; особую роль в нём играл Димитрия Дудко). Редакторы готовы были прекратить издание при реальном давлении со стороны КГБ, чем, в числе прочего, это направление отличалось от демократического самиздата. В начале 1980-х годов националистическое диссидентство было разгромлено, причём более основательно, чем демократическое, а понятие «русской партии» к концу советского периода оказалось связано только с легальной фракцией.
В 1980-е годы в кампанию популяризации литературного творчества Валентина Иванова включился историк Аполлон Кузьмин, видный член «русской партии», написавший объёмное послесловие для массового издания романа Иванова «Повести древних лет», который в 1985 и 1986 годах издавался издательством «Современник» тиражом по 200 000 экземпляров. В 1986 году издательство «Молодая гвардия» переизданием «Руси изначальной» открыло библиотеку-серию «История Отечества в романах, повестях, документах». Издание было снабжено вводными статьями и набором приложений Кузьмина, который рекомендовал это издание своим студентам в качестве учебного пособия. Предисловия демонстрировали собственные воззрения Кузьмина по варяго-русскому вопросу.
Реальная угроза для деятельности «русской партии» появилась только с приходом к власти Юрия Андропова. Однако в период правления Андропова (1982—1984) начало свою, вполне легальную, деятельность «Общество книголюбов», в тот же период переименованное в Историко-литературное любительское объединение «Память».
В послесталинский период консервативные литераторы в целом проиграли противостояние с либеральными. В конце периода существования «группы Павлова», в разгар идеологического соперничества либеральных журналов «Новый мир» и «Юность» против консервативных «Октября», «Молодой гвардии» и «Нашего современника» массовое и популярное издание «Литературная газета», придерживающееся в основном центристских позиций, провело анкетирование читателей. Обследование было выполнено группой социологии печати Новосибирского государственного университета под руководством В. Э. Шляпентоха. Согласно этому анкетированию, читатели газеты крайне низко оценивали ведущих писателей и поэтов, которые принадлежали к «русской партии», включая ряд культовых для русских националистов авторов, таких как Михаил Шолохов (4—5-е места по разным категориям популярности), Леонид Леонов и Владимир Солоухин.
Публика, сохранявшая симпатии к части «русской партии» — «деревенщикам», отошла от этих предпочтений в начале Перестройки, когда направление, рассматриваемое как защитники русской природы и «современные летописцы Русского Севера», смогло открыто продемонстрировать свои взгляды без давления советской цензуры. «Всё впереди» Василия Белова, публичная поддержка Виктором Астафьевым движения «Память», агрессивно-морализаторские идеи Валентина Распутина лишили движение русских националистов поддержки большинства тех, на кого ориентировалось их творчество — интеллигенции и читающих горожан.
Антисемитизм, составлявший основу мировоззрения движения русских националистов, в условиях ослабления цензуры быстро стал заметным в публикациях участников «русской партии». Однако большинством горожан, и особенно представителей интеллигенции того времени он воспринимался резко негативно, воспринимаясь не только как проявление этнической ксенофобии, но и в качестве признака «отсталости» и принадлежности к тем «окостенелым» партийно-государственным структурам, борьба за смену которых и дальнейшую вестернизацию политики составляла идеологию Перестройки. Пользовавшиеся популярностью в середине 1980-х годов экологические идеи («борьба против поворота северных рек») поддерживались не только «русской партией», и экологическое движение последующего периода развивалось в качестве сети независимых, но ориентированных на Запад групп. Выступления С. Куняева против памяти Владимира Высоцкого и Валентина Распутина и Василия Белова против рок-музыки не вызывали поддержку молодежи, воспринимавшую это музыкальное направление как средство социального протеста. Русские националисты, имевшие монархические настроения, скрывали их до 1989—1990 годов; когда эти предпочтения стали очевидны, они не нашли широкой поддержки публики. В стремлении к исконной вере, православию, проводниками которой пытались предстать себя русские националисты, верующие стали обращаться к непосредственным носителям этой традиции — духовенству РПЦ.
Несмотря на социальное поражение, русские националисты в течение всей Перестройки, в особенности на раннем её этапе, занимали хорошие позиции в партийно-государственном аппарате. Однако большая часть кандидатов, принадлежавших к неформальной «русской партии», проигрывали выборы в советы всех уровней, которые обретали легитимность общественности в 1988—1991 годах. В результате попытки государственного переворота 19—21 августа 1991 года участники движения русских националистов оказались на стороне сил, которые сдались, не получив поддержки масс и поняв слабость партийно-государственного аппарата.

## Историография
По мнению Джона Данлопа (с 1976), в Советском Союзе со второй половины 1960-х годов действовало мощное русское национально-религиозное (православное) движение, объединявшее сочувствовавших идее возрождения традиционных (патриархальных) ценностей. Движение имело массовую поддержку, о чем свидетельствовало наличие миллионов членов во Всероссийском обществе охраны природы, Всероссийском обществе охраны памятников истории и культуры (ВООПИиКе) и количество прихожан РПЦ, оценивавшееся исследователем в 50 миллионов человек. Участники движения включали «возрожденцев» (православных диссиденты и ряд писателей-«деревенщиков») и «национал-большевиков». Первые стояли за возвращение православной веры, идеей вторых было обожествление русского народа. «Возрожденцы» численно превосходили вторых, тогда как «национал-большевики» обладали лучшими позициями для прихода к власти. Общей идеей обоих направлений была апелляция к судьбе русского народа и его культурного наследия. Проявления интереса к традиционным ценностям и православию учёный рассматривал как единое явление, свидетельствующее о начале процесса создания русского национального самосознания. Данлоп указывал на рост монархических настроений и симпатий по отношению к православию, в особенности у представителей молодого поколения, а также распространение этих идей в массовой культуре.
Согласно американскому историку и политологу Уолтеру Лакеру (1993), движение включало несколько блоков: критиков РПЦ (от Глеба Якунина до Геннадия Шиманова), приверженцев русской (патриархально-крестьянской) идеи (от «деревенщиков» до Александра Солженицына и Игоря Шафаревича), антисемитов и неоязычников. Лакер считает движение русских националистов 1960-х — первой половины 1980-х годов этапом, предшествующим движению правых радикалов в Советском Союзе эпохи Перестройки.
Советский и американский социолог В. Э. Шляпентох (1990) делил русских националистов (называемых им «русофилами») на «патриотов» и «традиционалистов». По его мнению, «русофилизм» был доминирующей идеологией русской интеллигенции в 1970-х — начале 1980-х годов. В отличие от других, прежде всего, западных, авторов Шляпентох указывал на антисемитизм как на постоянного спутника «русофилов». Согласно исследователю, оба типа «русофилизма» весьма агрессивны по отношению к Западу и евреям.
Советский историк и социолог М. С. Восленский в фундаментальной работе «Номенклатура» (1980) писал, в частности, о распространении ксенофобии и антисемитизма в рамках советского партийно-государственного аппарата, рассматривал ряд ксенофобских мифов этой среды и практику этнической сегрегации, которая велась от лица партии и государства. Исследователь не связывал эти явления с чьей-либо целенаправленной деятельностью.
Л. М. Алексеева (с 1983) рассматривала часть русских националистов, которые преследовались советскими властями, в качестве естественной части движения инакомыслящих. Алексеева отделяла от русского национализма движение православных мирян в СССР.
А. Д. Синявский (1989) рассматривал данное явление как феномен культуры. Он вывел за рамки русского национализма православных и «деревенщиков», определяя русских националистов по основному признаку — этнической ксенофобии.
П. Л. Вайль и А. А. Генис писали, что «общество откачнулось от интернационального идеала к национальному». Русский национализм они считают основной идейной силой 1970-х годов, сменившей дискредитировавшие себя интернациональные настроения 1960-х годов.
М. Л. Каганская (1986) писала о влиянии идеологии русского национализма на идеи советской научной фантастики, в частности о распространении идей неоязычества, которое, несмотря на цензуру в советской прессе осуществлялась поклонниками «Велесовой книги» и последователями фантаста Ивана Ефремова.
По мнению И. Брудного (1998), имело место «включенное участие» русских националистов, к числу которых исследователь относит прежде всего писателей-«деревенщиков» в идеологическом обеспечении брежневской экономической политики. Согласно Брудному, с целью обосновать перед народом масштабные расходы на сельское хозяйство, Леонид Брежнев воспользовался «деревенщиками», предоставив им возможность публикации своих произведений. В свою очередь, «деревенщики» оказали на власть влияние своими националистическими идеями; участники движения русских националистов лоббировали свои экономические интересы в редакционно-издательской сфере.
Немецкие исследователи Д. Кречмар (1997) и В. Эггелинг (1999) рассматривают русских националистов позднесоветского периода как консервативную альтернативу либералам; отмечается борьба русских националистов с либералами и предпринятые властей попытки контролировать этот процесс.
Американский историк Д. Вейне отмечал деятельность русских националистов, прежде всего писателя и журналиста Владимира Чивилихина, в экологическом движении в СССР; указывал на влияние русских националистов на защитников природы.
В специальной монографии, наиболее широком и детальном исследовании по теме, российский историк Н. А. Митрохин (2003) главным признаком русских националистов данного движения вслед за Синявским назвал этническую ксенофобию.
А. А. Иванов, А. Л. Казин и Р. В. Светлов (2015) писали, что в период хрущевской «оттепели» послевоенный «национал-коммунизм» из официальной идеологии начал трансформироваться в национально-патриотическое течение внутри КПСС, теряя влияние. Идеи русского национализма развивались рядом диссидентских кружков и групп, к числу которых современными исследователями относятся «деревенщики», члены таких культурно-просветительских клубов как «Родина» и «Русский клуб», подпольные диссидентские группы, включавшие «советских славянофилов», национал-большевиков, русофилов, общество «Память» и др. К числу основных фигур национально-патриотического направления диссидентства принадлежат такие деятели как Владимир Осипов, Леонид Бородин, Геннадий Шиманов, Александр Солженицын, Игорь Шафаревич.